# حزب بوفرتي ألفيتنغ
حزب بوفرتي ألفيتنغ ومعناها التخفيف من حدة الفقر هو حزب سياسي في جزر المالديف. تم تسجيله لدى لجنة الانتخابات في 5 أيلول / سبتمبر 2008.
نائب الرئيس المؤقت للحزب هو أحمد سليم.